# Zwarte sachembij
De zwarte sachembij (Anthophora retusa) is een vliesvleugelig insect uit de familie van de bijen en hommels (Apidae). De wetenschappelijke naam van de soort is gepubliceerd in 1758 door Linnaeus  in de tiende editie van Systema naturae.